# KS Iliria Fushë-Krujë
Le Iliria Fushe-Krujë est un club albanais de football basé à Krujë.

## Historique du club
- 1991 - fondation du club sous le nom de Iliria Fushe-Krujë
- 1995 - 1re participation en Super League

## Le club
| Championnat                       | dernière participation |
| --------------------------------- | ---------------------- |
| Championnat d'Albanie de football | 1995                   |
| Second Division                   |                        |
| 3e Division                       | actuellement           |

## Logos de l'histoire du club

Logo no 1